# Gymnacranthera contracta
Gymnacranthera contracta är en tvåhjärtbladig växtart som beskrevs av Otto Warburg. Gymnacranthera contracta ingår i släktet Gymnacranthera och familjen Myristicaceae. Inga underarter finns listade i Catalogue of Life.